# Castanopsis delavayi
Castanopsis delavayi är en bokväxtart som beskrevs av Adrien René Franchet. Castanopsis delavayi ingår i släktet Castanopsis och familjen bokväxter. Inga underarter finns listade.